# Akwa Ibom
Akwa Ibom är en delstat belägen i Nigerdeltat i sydöstra Nigeria. Den bildades den 23 september 1987 och var tidigare en del av Cross River. Huvudstaden heter Uyo.